# Позоришни музеј Војводине
Позоришни музеј Војводине, са седиштем у Новом Саду, установа је која се бави историјом, али и актуелним постигнућима савременог позоришта. Због веома плодне позоришне културе и традиције на тлу данашње Војводине, која је притом и национално разнородна, потреба за постојањем овакве институције, препозната је још 1951. године, када је као самостална јединица, оформљен Позоришни одсек Музеја Војводине. Континуитет и развој овог одсека довео је до оснивања Позоришног музеја Војводине 6. маја 1982. године, јединствене институције културе на територији Војводине, са изразито стручном тематиком истраживања и деловања.
Као и сваки музеј, Позоришни музеј Војводине се бави систематским евидентирањем, истраживањем, прикупљањем, заштитом, чувањем, обрађивањем, проучавањем, излагањем и презентовањем музејске грађе, а са друге стране, сабирањем података о текућој позоришној стварности и тиме стварањем услова за проучавање савремене театарске праксе. Аналитичким радовима и информативним материјалима се доприноси систематском и континуираном праћењу и изучавању проблема али и појава у позоришној уметности и култури.
Поред ових основних делатности, Музеј непрекидно обавља и следеће послове:
- Бави се издавачком делатношћу те публикује издања о позоришној уметности, монографије о позоришним ствараоцима и позоришним институцијама, као и књиге о теорији драме у више сопствених едиција;
- Организује научно-стручне скупове, манифестације, трибине и разговоре о актуелним темама, догађајима и личностима; сваке године уприличи по неколико трибина као видове дружења с публиком: Портрет позоришног уметника и Сећање на позоришног уметника;
- Библиотечку активност усмерава на увећавање и употпуњавање специјализоване музејске библиотеке;
- Представља новообјављене позоришне публикације; сарађује с другим позоришним и институцијама културе...
- Покреће и учествује у научно-истраживачким пројектима. Пројекат: Позоришна култура на тлу Војводине је од капиталног значаја за историју позоришта у Војводини и покренут је крајем 2003. године.

Од својих почетака до данас, Музеј нема одговарајући простор и функционалне услове, будући да је без адекватног депоа, изложбеног, радног и мултифункционалног простора. Пошто Музеј не располаже властитим изложбеним простором, део његових фондова представљен је у оквиру сталне поставке Музеја Војводине, а изложбе приређује у позоришним кућама и институцијама културе у Војводини и Републици. Због перманентног недостатка простора за нормалан рад, као и недостатка материјалних средстава, ангажовање запослених је још обухватније.
И поред наведених тешкоћа, сходно времену, Музеј у свој рад уноси новине које га чине савременијим, приступачнијим и свеобухватнијим, чиме се побољшава и сам статус Музеја. Стога се обраћа посебна пажња на модернизацију у чувању и заштити музеалија, као и на осавремењавање, кроз примену информатичке обраде музејске грађе.
Позоришни музеј Војводине се, такође труди да својим радом изгради одговарајући имиџ неопходне, високостручне и ауторитативне позоришне институције. То чини тако што успоставља тесну и конкретну сарадњу са сродним и осталим институцијама културе, али и активном међународном сарадњом са институцијама исте или сличне делатности, интересовања и ранга и конкретизовањем сарадње са земљама региона, у виду међусобног повезивања у научноистраживачком раду, размене обрађене документације, јединственијег и бржег приступа и увида у грађу, протока информација итд.

## Музејска грађа
У фонду Музеја је похрањено више од 80.000 предмета у које спадају: манускрипти драмских дела, плакати, програми, преписка, уметничка дела, макете, сценографске и костимографске скице, мемоарска грађа, лични предмети еминентних позоришних стваралаца, фотографије итд. Они су на располагању не само театролозима и историчарима позоришта, него и другим проучаваоцима из области културе народа и националних мањина Војводине.

### Документи
Фонд Музеја богат је разноврсним архивским материјалом, у чијем оквиру незаобилазно место по својој историјској и театролошкој вредности чине документи појединих уметника, позоришника и позоришних институција.
Документи из раног периода: Ту се налази пре свега Устав Друштва за Српско народно позориште из 1863. године (устав нашег најстаријег професионалног театра), записници с његових седница, уговори о ангажовању појединих глумаца, дневни извештаји, извештаји буџета СНП-a и редовни извештаји о путним трошковима трупе и појединаца.
Документи између два рата: Музеј похрањује цео архивски фонд Народног позоришта Дунавске бановине (1936–1941) с већим бројем службених књига и евиденција; похрањује и поједине биографске и службене листове и уговоре о ангажману глумаца, поједине молбе и предлоге, записнике са скупштина и годишње извештаје Друштва за СНП, реферате Управном одбору Друштва за СНП које је подносио глумац и редитељ Александар Верешчагин. Такође, Музеј чува и парту са списком погинулих глумаца СНП-а 5. јуна 1941. у Смедереву, приликом експлозије.
Документи после Другог светског рата: Сачувани су важни документи из заоставштине Боривоја Ханауске, његови бројни уговори за режије представа у СНП-у (тада Војвођанском народном позоришту), решења и молбе. У оквиру легата Јурија Љвовича Ракитина и легата Стане Јатић, Музеј чува и приватне документе ових личности (сведочанства о држављанству, изводе из матичних књига, личне карте, пасоше и друго), а у Ракитиновом легату и уговоре о ангажману и сведочанства из Московског художественог театра, као и документе о службовању у НП у Београду и Војвођанском, односно Српском народном позоришту.

### Рукописи
Музеј у свом фонду похрањује и рукописе, од којих су неки од изузетно великог значаја. Ту спадају:
Рукописи наших знаменитих позоришника – драмских писаца, редитеља, глумаца. Они су важна сведочанства и велики допринос изучавању драмске књижевности, књижевне и позоришне историографије. Наиме, у Позоришном музеју Војводине се налази збирка оригиналних драма у рукопису (као и других списа) Косте Трифковића, класичног писца наше комедиографије из друге половине XIX века. Њу чине Избирачица, Љубавно писмо, Француско-пруски рат и друге. Затим су ту преводи, прераде, преписи страних драмских комада у рукопису књижевника Лазе Костића, Николе С. Ђурковића, првог управника Српског народног позоришта Јована Ђорђевића, документи у рукопису Антонија Хаџића, управника и редитеља, оснивача и уредника листа Позориште (1871), списи др Марка Малетина, управника Народног позоришта Дунавске бановине, Позоришно питање у Дунавској бановини и Друштво за СНП, затим режијске студије Александра Верешчагина, глумца и редитеља с великим доприносом нашем позоришном животу између два рата, мемоарска грађа из оставштине Јурија Љвовича Ракитина и Боривоја Ханауске, истакнутих редитеља Српског народног позоришта, као и фактографско-мемоарске књиге Станоја Душановића, истакнутог глумца и позоришног летописца, у којима је бележио биографије и писане портрете сваког појединачног члана Српског народног позоришта (50 томова).
Такође, Музеј похрањује и акте у рукопису из друге половине XIX века, који се односе на рад Друштва за Српско народно позориште, као и Српског народног позоришта и Народног позоришта у Београду.

### Кореспонденција
Позоришни музеј Војводине поседује приличан број писама наших и страних позоришних уметника, драмских писаца, позоришних посленика и заљубљеника у театар. Ту спадају раритетни примерци писама с почетка XX века и али и кореспонденција нешто новијег датума.
По критеријумима старости писама и значаја кореспондената, треба истаћи да се ту налази неколицина писама књижевника Лазе Костића, глумаца Пере Добриновића и Станоја Душановића, Марка Малетина, управника позоришта, писама из заоставштине Јурија Љвовича Ракитина и Боривоја Ханауске редитеља, затим кореспонденције из легата Луке Дотлића, театролога, и оне из заоставштине Владе Поповића, културног и друштвеног посленика.

### Плакати
Плакати позоришних представа су, поред фотографија, најбројнија збирка Музеја. У Музеју се чувају штампани плакати са краја XIX и почетка XX века, а међу њима и плакати штампани на свили. Из тог времена најкомплетнија је збирка позоришних плаката НП Дунавске бановине од 1936–1944, затим, ту су плакати СНП-а (етатизованог Народног позоришта у Новом Саду и позоришне дружине Друштва за СНП) из 1919–1940, као и Новосадско-осјечког позоришта 1929–1934.
У поседу Позоришног музеја Војводине се налазе и уметнички плакати: Бранислава Добановачког, Ференц Барата, Ђерђ Бороша, Радулета Бошковића, Милана Јовановића Јофкета, Иштвана Коса, Виорела Флоре, Ласла и Атиле Капитањ, Викторије Кресанко итд.
Осим плаката војвођанских позоришта, Музеј чува и неке плакате представа које су извођене у позориштима широм Србије, као и плакате фестивала и позоришта из осталих република некадашње Југославије. Веома је богата збирка словеначких плаката.
Позоришни музеј Војводине скреће пажњу на уметничку вредност позоришног плаката и предочава да је и он саставни део, односно, не може се оделити од саме представе. С тим у вези су до сада организоване две изложбе Позоришног плаката и то:
1. Савремени позоришни плакат у Војводини (1992);
2. Радуле Бошковић – уметност позоришног плаката (2005);

- Плакат на свили за представу Сабља Краљевића Марка Музејска грађа Позоришног музеја Војводине
- Плакат за представу Тражим Ану у Суботици, 25. децембра 1945. Музејска грађа Позоришног музеја Војводине
- Плакат за представу: Војнички бегунац у Вршцу 26. маја 1863. Музејска грађа Позоришног музеја Војводине
- Плакат за представу Бановић Страхиња у режији Јовице Павића, СНП, 1990/1991. Музејска грађа Позоришног музеја Војводине
- Плакат за изложбу Трагом Индије одржане 10-20.XII 2004. Музејска грађа Позоришног музеја Војводине
- Плакат за представу: Хлеба и игара, Мирослава Бенке Музејска грађа Позоришног музеја Војводине
- Плакат за изложбу Лутке Јапана у Новом Саду, 1-12. октобра 2002. године у сарадњи Позоришног музеја Војводине и Амбасаде Јапана у Београду Музејска грађа Позоришног музеја Војводине

### Програмске књижице
Значајно место у грађи Музеја заузимају програмске књижице, које су у старој Југославији почеле да се штампају након Другог светског рата. Музеј поседује програмске књижице свих позоришта у Војводини, као и програме других театара наше земље, али и већег броја представа словеначких и хрватских позоришта. Програмске књижице које се налазе у власништву Музеја су поклони појединаца или појединих позоришта, а најбогатији је у том погледу легат Воје Солдатовића.
Програми из различитих периода, различитих димензија и дизајна својом разноликошћу указују на оно што је у датом тренутку важно да се као податак о представи пружи гледаоцу.
Доказ важности комуникације с публиком су двојезични програми пореклом из позоришта националних мањина, а Музеј чува материјал и за такву врсту истраживања.

### Фотографије
Као примарна грађа Музеја истиче се позоришна фотографија, која за позоришну уметност има веома велики значај јер сведочи о атмосфери и дешавању на представи и након што се завесе спусте и сама представа ишчезне у прошлости. Колики је значај позоришне фотографије, постаје јасно када се напомене да се представе почињу снимати у тонском и видео запису тек последњих деценија XX века.
Најстарије фотографије музејског фонда датирају из прве половине XIX века.
Најмногобројније су оне које сведоче o делању Српског народног позоришта. Од оснивања СНП-а па до 1914. глумачке фотографије су рађење као портретне. Из тог првог периода у Музеју се налазе фотографије скоро свих глумаца који су обележили његов рад.
Прва фотографија је из позоришне представе Нарцис, аутора Алберта Емил Брахфогла, а на њој су Тинка и Андрија Лукић као Маркиза Епинејева и Гроф Стенвиљ.
Најстарија фотографија позоришног ансамбла је из 1864. г., на којој су глумци Српског народног позоришта с управником Јованом Ђорђевићем.
Посебну вредност представљају фотографије које се налазе у рукописним књигама глумца Станоја Душановића. Он је писао о сваком појединачном члану СНП-а од његовог оснивања 1861. до 1961. године и уз сваку биографију приложио је и по неколико фотографија.
Сва позоришна здања у Војводини, сценски простори и гледалишта, као и остали простори у којима је СНП изводио представе на почетку рада, путујући по разним местима (кафане, разне сале и сл.) овековечени су фотографијама које такође припадају овој збирци.
Приређивањем изложби са широм тематиком, Музеј обогаћује збирку из других позоришта изван Војводине, а позоришта у Војводини су у обавези да на крају сваке позоришне сезоне доставе комплетан материјал, као и фотографије из премијерних представа. На овај начин Музеј допуњује збирку фотографија и документује новију историју свих позоришта у Војводини. Такође, Музеј је откупом фотографија из представа свих позоришта из Војводине (од фотографа Гаврила Грујића и Бранислава Лучића), као и поклонима, употпунио ову своју збирку.

### Сценографске скице и макете
Сценографија се сврстава у примењене уметности. Сценографске скице могу бити вредна уметничка дела било да су рађене као уметничке слике или само кроки цртежи. Оне које се налазе у Музеју рађене су различитим техникама. Збирка сценографских скица и макета је једна од најмањих. Све скице и макете су из новије историје позоришта. До Првог светског рата наша два професионална позоришта су куповала сценографију и сценографске кулисе од европских позоришта, или су сама осликавала кулисе. У међуратном периоду зна се за неколико сценографа, а најпознатији је Миленко Шербан. Једина његова сценографска скица која је у фонду Музеја је из представе Два туцета црвених ружа Алда де Бенедетија (Народно позориште Дунавске бановине,1937). Ова збирка настала је искључиво поклонима самих уметника. Тако се у Музеју налазе сценографске скице Владимира Маренића, сценографа СНП-а и позоришта у Београду, Стевана Максимовића и Милете Лесковца, сценографа СНП-а, Ђорђа Табаковића, архитекте и сценографа СНП-а, Владимира Спасића, сценографа Народног позоришта у Сомбору, скице и макете Владимира Ребезова, сценографа Народног позоришта „Тоша Јовановић” у Зрењанину, као и Живојина Марковића, сценографа Народног позоришта „Стерија” у Вршцу.
- Владимир Спасић, Вечити младожења, Ј. Игњатовић, НП Сомбор, 1963. Скица је музејска грађа Позоришног музеја Војводине
- Владимир Маренић, Халелуја, Ђ. Лебовић, СНП, Нови Сад, 1964. Скица је музејска грађа Позоришног музеја Војводине
- Владимир Ребезов, Покондирена тиква, Ј. С. Поповић, НП „Тоша Јовановић”, Зрењанин, 1964. Скица је музејска грађа Позоришног музеја Војводине
- Милета Лесковац, Мера за меру, В. Шекспир, СНП, Нови Сад, 1998. Макета је музејска грађа Позоришног музеја Војводине

### Костими и костимографске скице
Стана Јатић, Мирјана Стојановић Маурич, Милена Јефтић Ничева Костић, Ерика Јанович, Анамарија Михајловић и др. су костимографи који су својим радом допринели успеху изванредних представа одиграних на овим просторима и њихове скице костима су део збирке Музеја. Међу њима има оних скица које су ауторска уметничка дела примењене уметности или оних награђених на разним фестивалима одржаним у Војводини, а и шире. У већини су рађене техникама темпере, пастела и колажа. Легату Стане Јатић, првој сталној костимографкињи Српског народног позоришта, припада највећи број скица (преко 3.300).
Музеј је од 2006. до 2012. године обогатио своју збирку знатним бројем радова Мирјане Стојановић Маурич, Милене Јефтић Ничеве Костић и АнамаријеМихајловић.
У Музеју се чува мањи број костима. У сарадњи с позориштима широм Војводине, Музеј повремено излаже костиме из њихових фундуса.

### Лутке
Милена Јефтић Ничева Костић, позната сликарка, костимографкиња, сценографкиња и креаторка лутака је поклонила колекцију лутака Музеју. Такође, ту је и легат чувеног луткара Шандора Хартига и легат у формирању Миливоја Радаковића, светски познатог луткара. Ова збирка се континуирано обогаћује поклонима појединаца и институција из земље и иностранства.
У Музеју се чува велики број програма, плаката и фотографија из луткарских представа. Део ове музејске грађе се приказује јавности у оквиру изложбене активности Музеја. Такође, као плод сарадње с различитим домаћим и иностраним институцијама као што су Међународни фестивал позоришта за децу из Суботице, Музеј позоришних лутака при позоришту „Сергеј Обрасцов” у Москви, Позоришни институт у Братислави, Културна асоцијација ГАГ из Крајове и многе друге организују се традиционалне годишње изложбе које представљају луткарску уметност различитих земаља (Индије, Јапана, Русије, Словачке, Румуније и Пољске).
Позоришни музеј Војводине, у сарадњи с Међународним фестивалом позоришта за децу из Суботице, од 2009. године организује међународни научни скуп о луткарству, позориштима за децу и луткарским позориштима, потакнут чињеницом да је луткарство у нашим позориштима занемарено и да не постоји адекватно, систематско школовање за ову професију. Радови учесника и излагача из Русије, Словачке, Пољске, Чешке, Бугарске, САД, Мађарске, Словеније, Индије, Црне Горе, Кеније, Хрватске итд. у целости се објављују у Зборнику радова с Форума (Позориште за децу - уметнички феномен), и то двојезично, на српском и енглеском језику. Руководилац и аутор Пројекта је проф. др Хенрик Јурковски, академик (Варшава, Пољска).
У издавачкој делатности Музеја је такође заступљено Луткарство, о чему сведоче и наслови које потписују еминентни домаћи и инострани луткари и теоретичари ове уметности, као што су Сергеј Обрасцов, Шандор Хартиг и Вјеслав Хејно.

### Позоришна одликовања и признања
Мања збирка позоришних признања настала је захваљујући поклонима самих уметника. Музеј поседује готово сва признања која се додељују у нашим позориштима и на фестивалима.
Ту су сребрни ловорови венци које је додељивало Друштво за СНП не само глумцима већ и другим позоришницима на прослави годишњице уметничког рада. Музеј поседује тринаест ловорових венаца, а лауреати су: Лаза Костић, Драгиња и Димитрије Ружић, Андрија Лукић, Марта Тодосић, Даница и Коста Васиљевић.
Из првог периода рада Српског народног позоришта Музеј поседује две дипломе Друштва за Српско народно позориште, које је оно установило 1897. (рад Уроша Предића). Из тог најстаријег периода Музеј поседује још ордене Светог Саве III и V реда.
Српско народно позориште од 1970. године, на свој дан 28. марта, одаје признање заслужним уметницима и радницима златном, сребрном или бронзаном медаљом „Јован Ђорђевић”. Музеју су своје медаље даровали Милош Хаџић, Влада Поповић и Зденка Николић.
У Музеју се налази већина награда с нашег најстаријег позоришног фестивала – Фестивала професионалних позоришта Војводине, некада Сусрета професионалних позоришта Војводине (ту су награде за режију, представу у целини, глумачка остварења, сценографију, костим и музику).
Награде са Стеријиног позорја, Музеју су поклонили: Милош Хаџић, Влада Поповић и Боривоје Ханауска.
Такође, Музеј поседује многа признања с различитих прослава, војвођанских фестивала и од непозоришних институција, која су дата позоришним уметницима: Плакету Хрватског народног казалишта, Плакету поводом стогодишњице постојања СНП-а, Повељу и плакету СНП-а, Плакету поводом отварања зграде СНП-а, Плакету и диплому Новосадског позоришта – Újvidéki Színház-а, Плакету с крагујевачких сусрета „Јоаким Вујић”, дипломе и похвалнице Заједнице професионалних позоришта Војводине, Савеза драмских уметника Војводине, Савеза аматерских позоришних друштава Војводине и многе друге.
Све своје награде и признања Музеју су завештале Јелица Бјели, Зденка Николић и Марија Маца Кљаић.

### Награде
Позоришни музеј Војводине је за свој рад вишеструко награђиван. Неке од награда су:
1. Диплома Стеријиног позорја додељена за учешће на 8. међународном тријеналу позоришне књиге и периодике, у оквиру Стеријиног позорја, Нови Сад, 1991;
2. Искра културе за унапређење позоришне делатности, коју је ПМВ-у доделио Завод за културу Војводине, Нови Сад, 2006;
3. Специјална награда за студију Мала историја српског позоришта XIII-XXI век Петра Марјановића, додељена на 12. међународном салону књига, Нови Сад, 2006;
4. Диплома Стеријиног позорја, која је додељена на 14. међународном тријеналу позоришне књиге и периодике за књигу Ране комедије Јована Стерије Поповића Небојше Ромчевића, Нови Сад, 2006;
5. Медаља и диплома, које су додељене на Интернационалном фестивалу позоришта за децу, Суботица, 2010;
6. Посебно признање поводом 60-годишњице Фестивала професионалних позоришта Војводине, које је ПМВ-у доделила Заједница професионалних позоришта Војводине, Нови Сад, 2010;
7. Захвалница за вишегодишњу подршку у раду, коју су Музеју доделили Гимназија „Светозар Марковић” и Удружење војвођанских учитеља на Фестивалу луткарства основних школа, Нови Сад, 2011;
8. Стеријина награда за театрологију „Јован Христић” часописа „Сцена” , додељена је за књиге: Кад је била кнежева вечера?, др Љиљане Пешикан Љуштановић и Почеци српског професионалног националног позоришта, др Петра Марјановића, Нови Сад, 2011.

Позоришни музеј Војводине и сам награђује и то:
1. Наградом за животно дело из области театрологије, Ловоровим венцем, почев од 2004. године, а досадашњи добитници су: др Миленко Мисаиловић (2004), др Петар Марјановић (2005), др Божидар Ковачек (2006), др Зоран Т. Јовановић (2007), проф. др Каталин Каич (2008), проф. др Мирјана Миочиновић (2010) и Боро Драшковић (2011);
2. У сарадњи са Гимназијом „Светозар Марковић”, у циљу унапређивања рада новинарских секција, 2004. године Музеј је установио и награду за најбољи новински текст с театролошком темом, и од тада је, у оквиру Школског позорја, сваке године додељује.Фото лепеза израђена поводом отварања зграде Дунђерсковог позоришта у Новом Саду и поклоњена управнику Антонију Хаџићу Музејска грађа Позоришног музеја Војводине

### Лични предмети
Збирка личних предмета позоришних уметника и радника, коју чува Музеј, није велика, али постоји известан број таквих предмета. Међу њима су најзначајнији: кутија за шминку Димитрија Ружића, спомен-албум који су глумци Српског народног позоришта 1882. поклонили управнику Антонију Хаџићу, шешир глумца Милана Ајваза, хаљина коју је Стана Јатић сашила и у којој је примила Октобарску награду Новог Сада 1971. године, порцеланска шоља за чај Јелице Бјели итд. С обзиром на то да Музеј нема свој изложбени простор, неколико личних предмета уметника налази се у сталној поставци Музеја Војводине, као што су: вечерња торбица Милке Марковић, позоришни двоглед глумице Софије Максимовић Вујић, рукавице и лепеза глумице Тинке Лукић.

### Уметничка збирка музеја
Збирка заиста вредних уметничких предмета је тек у формирању али Музеј ипак поседује одређен број ванредно лепих примера слика и скулптура, а понајвише остварења у домену примењене уметности (сценографске и костимографске скице, макете, фигурине и слично).
У власништву Музеја налазе се слике Уроша Предића (портрети Пере Добриновића и Теодоре Арсеновић), затим Стевана Максимовића (портрет Драгомира Кранчевића) и портрети непознатих аутора (Јована Капдеморта и Јоце Савића), као и портрет Шандора Хартига аутора Тибора Хартига. Сва ова дела рађена су у техници уље на платну, а једини рађен сувим пастелом је портрет Милана Ајваза, који је нацртао Миленко Шербан.
Позоришни музеј такође чува поклоњене слике Скарлет Баптисте Никитовић (из Индије), као и портрет Мире Бањац аутора Лазара Марковића.
С највећим бројем уметнички осликаних сценографских скица заступљени су Владимир Спасић (Емигранти С. Мрожека, Родољупци Јована Поповића Стерије, Откриће Добрице Ћосића), Владимир Маренић (Сумњиво лице Бранислава Нушића, Риголето Ђузепе Вердија и Халелуја Ђорђа Лебовића), затим Стеван Максимовић (Продана невеста). У Музеју се чувају и многобројне костимографске скице, које такође веома често представљају драгоцене примере и уметничког, примењеног стваралаштва. Ту је и неколико макета сценографија из представа – поклони сценографф Милете Лесковца, Владимира Ребезова и других. Од вајарских дела у власништву Музеја треба споменути портрет Владе Поповића, гипсани одливак, рад Богдана Шупута, фигурине Косте Трифковића рађене у бронзи аутора Јована Солдатовића и фигурину Јована Поповића Стерије, рад Милице Рибникар, скулптуру Бранислава Нушића у природној величини (жичана конструкција младих аутора Павла Живковића и Алана Жигића).

## Легати
Легатори Музеја су:
- познати театролог Лука Дотлић, чија заоставштина обухвата већу збирку рукописа Јурија Љвовича Ракитина, обимну кореспонденцију која је вођена од 1949. до 1984. године између Дотлића и других уметника, редитеља, театролога... Такође, ту се налазе многобројни документи, фотографије, плакати и програми.
- глумац Станоје Душановић. Његов легат чине: рукописне књиге Ликови, које обухватају период од 1861. до 1941. и од 1941. до 1961. године, по азбучном реду, и мемоарска књига Хроника 1861–1941. Ова заоставштина је од непроцењиве вредности за проучавање историје СНП-а.
- костимографкиња Стана Јатић. Њен легат садржи 3.300 скица костима, 250 скица народних ношњи, 1 хаљину, 20 фигура с мотивима из српских манастира, распоређених по фондовима Музеја.
- еминентни културни и позоришни прегалац Влада Поповић који је задужио Позоришни музеј Војводине својом немалом заоставштином сачињеном од импозантне, пре свега стручне (театролошке) библиотеке, те бележака, кореспонденције, позоришних програма и плаката, грамофонских плоча и друге бројне грађе и тиме знатно обогатио фонд Позоришног музеја Војводине.
- чувени луткар Шандор Хартиг, чији легат садржи скице и позоришне лутке типа гињола и јавајке.

- У формирању су легати редитеља Воје Солдатовића (снимци позоришних представа и глумачких портрета, албуми фотографија, програми, плакати, књиге), затим графичког дизајнера Ференца Барата (позоришни плакати), редитеља Тибора Вајде (плакати, програмске књижице и стотинак костимографских скица Анамарије Михајловић), фотографа Гаврила Грујића (фотографије и негативи) и Миливоја Радаковића (лутке). Бројни су истакнути позоришници који су поклонили или још увек поклањају своју заоставштину Музеју на чување и бригу, за добробит будућих генерација. Међу њима су: сценограф, костимограф и сликар Владимир Маренић (сценографије и слике), костимографкиња Мирјана Стојановић Маурич (костимографске скице), сценограф Ђорђе Табаковић, театролози Мирослав Радоњић, Душан Рњак, Каталин Каич и Ласло Геролд (програмске књижице, плакати и мноштво друге грађе), Радослав Лазић (театролошка грађа...), театролог, филмски и позоришни критичар Петар Волк (материјал из заоставштине позоришне и филмске глумице Мирјане Коџић), Лука Хајдуковић (књиге и часописи), Велимир и Александра Животић (драмски текстови из библиотеке Душана Животића), глумци Мира Бањац, Јелица Бјели, Иван Хајтл, Ђерђ Фејеш, Милица Радаковић, Јене Ференци, Ета Шивегеши, Маргит Карна, Мира Марцикић, Анђелија Веснић, Јован Булајић (фотографије, награде, признања...), Велимир Суботић, Милан Туторов, редитељ Ђорђе Ђурђевић (аудио записи), сликар из Панчева Миливоје Ђорђевић, књижевник из Вршца Петру Крду, антикварни књижар Василије Јовановић, теоретичар луткарства, академик Хенрик Јурковски, Мирјана Ђерманов Витјук и многи други.
- Међу институцијама које у континуитету обогаћују збирке Музеја истичу се Фестивал Инфант (сва грађа настала у припреми и током одржавања позоришног фестивала); Народно позориште – Narodno kazalište – Népszínház, Суботица; Народно позориште „Тоша Јовановић”, Зрењанин; Народно позориште, Кикинда; Позориште „Добрица Милутиновић”, Сремска Митровица; Народно позориште, Сомбор; Позориште младих, Нови Сад; Српско народно позориште, Нови Сад; Народно позориште „Стерија”, Вршац и друге.

## Изложбе
Музеј сваке године приређује више изложби које се односе на значајне догађаје или актуелне теме – годишњице позоришта, уметничке јубилеје личности, позоришних здања и сл.
Током 30 година свог постојања, Музеј је изложбену делатност усмеравао у више праваца и изложбе су тематске или пригодне. Пошто Музеј до сада нема и није имао свој изложбени простор, није ни био у могућности да приреди своју сталну поставку. Међутим, у сталној поставци Музеја Војводине, која прати историју Војводине, Музеј је на малом простору изложио неколико експоната. Све музејске изложбе приређују се, углавном, у позоришним фоајеима, музејским и галеријским просторима. Позоришни музеј Војводине се труди да сваку приређену изложбу презентује у што више позоришних центара Србије, а однедавно и у иностраним.
Поред самосталних изложби, Музеј приређује изложбе у сарадњи са сродним институцијама, али и прихвата гостујуће изложбе других институција, што представља важан сегмент међумузејске сарадње. При сваком приређивању изложбе долази до сарадње са сличним и сродним установама, тако да при њиховом стварању долази до сталног нарастања музејског фонда и непрестаног прилива нове грађе.
Прва изложба уприличена је две године након оснивања Музеја, а до данас је приређено преко седамдесет изложби уз пратеће каталоге.

## Пројекат:Позоришна култура на тлу Војводине
Пројекат је започет 2003. године. Од тада до данас оформљене су редакције према етничким заједницама које делују у позоришном животу Војводине протеклих 260 година (Српска, Мађарска, Немачка, Руска, Русинска, Словачка, Румунска, Хрватско-буњевачка и Ромска редакција), и према области рада (Био-библиографска редакција, Редакција за оперу и балет, Редакција за луткарство и Редакција за мјузикл и нове позоришне форме).
Истраживачки циљ Пројекта садржи три кључна елемента:
- писање историје позоришта на тлу Војводине;
- стварање појединачних монографија о позоришном стваралаштву и његовим личностима;
- прикупљање биографских и библиографских података примарне и секундарне документације за будућу Енциклопедију позоришта Војводине, а који би се штампали као прилози у свескама.

## Научни скупови
Музеј континуирано одржава научне скупове и до сада је одржао следеће:
1. Летеће дилетантско позориште и почеци професионалног позоришног живота на српскохрватском језику од 1838. до 1842;
2. Нушић и судбина комедије, 150-годишњица позоришне зграде у Зрењанину;
3. Путујуће позоришне дружине у Срба до 1944. године;
4. Школско позориште код Срба;
5. Педесет година позоришта у Војводини (1944–1994);
6. Глумац Тоша Јовановић;
7. Српска заробљеничка позоришта (1941– 1945);
8. Стеријини „Родољупци";
9. Сценографски и педагошки рад Миленка Шербана;
10. Јоца Савић – живот и дело;
11. Позоришник Томислав Танхофер;
12. Тодор Манојловић – живот и дело;
13. Позоришни Нушић;
14. Стерија на сценама националних мањина Војводине, и друге.

Овим се скуповима придружују и стручни скупови и разговори о такође интересантним, савременим и актуелним темама, на пример:
1. Систем у позоришту и позориште у систему;
2. Позориште – како опстати?;
3. О мултимедијалном театру;
4. Позоришна критика и развој драмске уметности;
5. Позориште и спонзорство;
6. Кадрови у позориштима лутака;
7. Проблеми позоришног аматеризма Војводине данас, и други.

Велики значај за Музеј има организација међународних скупова, који окупљају еминентне позоришне ствараоце и теоретичаре из читавог света
1. Позоришни и педагошки рад Јосипа Кулунџића;
2. Јуриј Љвович Ракитин – живот, дело, сећање;
3. Пољско-српски позоришни дијалог;
4. Форум за истраживање позоришне уметности за децу и младе.

## Трибине
Ради популарисања позоришне уметности и употпуњења документације о најзначајнијим позоришним ствараоцима у Војводини, као облик дружења с публиком, Музеј од 1993. организује сталну трибину под називом: Портрет позоришног уметника (глумаца, редитеља, оперских певача, балетских играча, костимографа, сценографа...).
До сада су уприличени (обликовани) Портрети посвећени: Стевану Шалајићу, Димитрију Ђурковићу, Милици Кљаић Радаковић, Ласлу Патакију, Ивану Хајтлу, Влади Поповићу, Иби Ромхањи, Владимиру Ребезову, Бори Стојановићу, Тихомиру Пауновићу, Ђерђу Фејешу, Стани Јатић, Сави Дамјановићу, Владимиру Амиџићу, Гези Копуновићу, Вери Ковач Виткаи, Зденки Николић, Добрили Шокици, Ерики Марјаш, Милети Лесковцу, Мири Бањац, Бранки Веселиновић, Стеви Жигону, Маргит Карни, Јенеу Ференцију, Ержебет Ђурчич, Дари Чаленић, Воји Солдатовићу и Мирославу Радоњићу.
Од 2000. године Музеј је покренуо још једну трибину – Сећање на позоришног уметника – која нас подсећа на наше најистакнутије позоришнике. Музеј је до сада уприличио Сећања на: Милку Гргурову, Олгу Животић, Бору Стојановића, Радослава Веснића, Белу Гараија, Перу Добриновића, Милоша Хаџића, Марију Мацу Кљаић и Лазу Костића.

## Издавачка делатност
Позоришни музеј Војводине се бави издаваштвом и то самостално или у сарадњи са другим институцијама.
Музеј припрема публикације о позоришној уметности и објављује монографије о позоришним ствараоцима и позоришним институцијама, као и књиге о теорији драме у својим едицијама:
- Позоришна култура на тлу Војводине;
- Ризница;
- Теорија драмских уметности;
- Посебна издања;
- Ловоров венац и
- Позоришни портрети.

Музеј издаје и периодичне публикације (документациону публикацију Алманах позоришта Војводине који излази у свескама, за сваку претходну позоришну сезону, и лист за позоришну културу Војвођанска сцена)

## Библиотека
Корисници ове библиотеке су првенствено радници Музеја, затим театролози, историчари позоришта, сценографи, глумци, студенти Академије уметности, ученици, сарадници Музеја (професори, редитељи, новинари и други).
Фонд библиотеке садржи књиге, каталоге изложби, периодичне позоришне публикације, аудио и видео материјал. Ту се налази преко 10.000 библиотечких јединица, а најобимнији је књижни фонд који садржи рукописна драмска дела, публикације из области драмске књижевности, театрологије, историје позоришта, позоришне критике, каталоге изложби, приручну литературу, као и мањи број књига које нису стручно везане за делатност Музеја – углавном поклоњене књиге.
У оквиру фонда се налази известан број старих и ретких књига, највише с драмским садржајима.
Легати заузимају значајно место у библиотеци Музеја. Највећи је легат Владе Поповића. Теодор Поповић је поклонио очеву библиотеку са више од 1.100
наслова. У легату има доста старих и ретких издања. Појединци-дародавци, као и установе сродних делатности оплемењују књижни фонд Музеја. То
су, између осталих: Милан Стојановић, Велимир Бата Животић, Воја Солдатовић, Лука Хајдуковић, Душан Рњак, Ђорђе Ђурђевић, Илеана Ћосић, Радослав Лазић, Мирослав Радоњић, Стево Жигон, Стана Јатић, Јелица Бјели, Драгана Каришик, Каталин Каич, Јене Ференци, Марта Тишма и многи други.

## Галерија
- Драгиња Драга Ружић (1834-1905) у костиму пуковника у представи "Пуковник од 18 година" (1882)
- Андрија Лукић (1852-1914), глумац и редитељ у костиму Живка, у комаду "Циганин" Еде Сиглигетија (око 1898)
- Михаило Марковић у костиму Грофа Најперта из комада Мадам Сан Жен В. Сардуа и Е. Мороа (око 1897)
- Глумица Сара Бакаловић (1857-1938) (око 1900)
- Тинка Лукић као Маркиза Помпадур и Андрија Лукић као Гроф Стенвиј у комаду Нарцис А. Е. Брахфогла, Атеље Ивана Стојковића, Нови Сад (око 1901)
- Димитрије Марковић (1896-1949), глумац, оперетски певач и редитељ као Пера у комаду "Наша деца" Бранислава Нушића (1904)
- Глумица Тинка Лукић (1862-1911), Атеље Ивана Стојковића, Нови Сад, (око 1908)
- Глумац Божа Николић (1883-1923) као Милош Обилић, "Бој на Косову" Јована Суботића, Нови Сад (око 1913)
- Милица Хаџић као Србија и Милка Марковић као Бугарска у комаду Хеј, Словени Р. Одавића, представи којом је Српско народно позориште започело свој рад после Првог светског рата (25. јануар 1919)
- "Три девојчице" Франца Шуберта, сцена, Српско народно позориште, Нови Сад, 1922.
- Зона Замфирова, сцена, Нови Сад 1924.
- Светислав Савић (1892-1958) и Р. Николићева (дете) у комаду: "Пут око света" Бранислава Нушића, Српско народно позориште, гостовање у Вршцу, 1927.
- Сцена из представе "Мала Бираги" Арналда Фракоролија, Српско народно позориште, Нови Сад, 1926.
- Хијацинта Харитоновић (1890-1945) као Антонија у истоименом комаду Ленђел Мењхерта (Menyhért Lengyel), Српско народно позориште, Нови Сад, 1927.
- Део ансамбла Српског народног позоришта у Смедереву, 1927.
- Раденко Алмажиновић (1892-1941) као Арсојевић и Никола Динић (1884-1945) као Вукашин у комаду "Смрт Уроша V" С. Стефановића, Српско народно позориште, Нови Сад, 1933.
- снимак са читајуће пробе Госпође министарке Б. Нушића са редитељем Александром Верешчагином (први слева) СНП, у Сенти, разгледница (1933)
- Љубица Левак Красић (1899-1939) i Петар Матић (1894-1966) у непознатом комаду, Српско народно позориште, 1933.
- Ансабл Народног позоришта Дунавске бановине Кнеза намесника Павла, Нови Сад, у Сомбору, 1937.
- Сцена из представе: "Уображени болесник", Молијер, СНП, Нови Сад, 1933.
- Милан Ајваз као Сер Френсис Чесни и Станоје Душановић као Лорд Фокурл Баберли у комаду "Карлова тетка", Народно позориште Дунавске бановине, Нови Сад, 1939.
- Позоришни музеј Војводине
- Табла са натписом